# Dušan Mlakar
Dušan Mlakar, slovenski gledališki režiser in profesor dramske igre, * 11. junij 1939
Mlakar je po študiju na AGRFT v Ljubljani postal samostojni kulturni delavec, nato direktor in umetniški vodja SMG v Ljubljani (1967–1972) od 1986 je bil docent, od 1991 pa izredni profesor za dramsko igro in režijo na AGRFT v Ljubljani. Režiral je na gledaliških odrih širom po Sloveniji, napogosteje dela slovenskih avtorjev in moderne tuje dramatike; dejaven tudi na televiziji.